# Gene L. Coon
Eugene Lee Coon (7 de janeiro de 1924 – Los Angeles, 8 de julho de 1973), mais conhecido como Gene L. Coon, foi um roteirista e produtor de televisão famoso por seu trabalho na série de televisão Star Trek: The Original Series.

## Vida
Coon nasceu no estado de Nebraska. Ele serviu no Corpo de Fuzileiros Navais dos Estados Unidos durante e após a II Guerra Mundial, vendo o combate no Pacífico e servindo na China e no Japão. Ele depois se juntou a Reserva dos Fuzileiros em 1948, antes de ser chamado novamente para o serviço em 1950, na Coreia. Ele foi dispensado em 1952.

## Carreira
Depois de ter sido dispensado dos Fuzileiros, Coon escreveu dois livros, Meanwhile, Back At The Front e The Short End, ambos lidando com o conflito da Guerra da Coreia. Pouco depois, ele começou a escrever para o cinema e a televisão. Em 1957, ele escreveu dois filmes para a Universal Pictures, The Girl in the Kremlin e Man in the Shadow. Ele também escreveu o roteiro do filme The Killers, em 1964.
Coon começou a escrever para a televisão no final da década de 1950. Entre suas muitas contribuições, ele escreveu dois episódios de Zorro, um episódio de My Favorite Martian, um episódio de Have Gun – Will Travel e dois de Bonanza. Ele também foi um produtor na série The Wild Wild West. Coon se juntou a equipe de Star Trek no meio de sua primeira temporada; David Gerrold o credita por ser um abilidoso showrunner. Coon saiu da série no meio de sua segunda temporada. Mesmo assim, ele continuou a contribuir com roteiros para a terceira e última temporada, sob o pseudônimo de "Lee Cronin", já que ele estava sob contrato com a Universal na época e, provavelmente, não poderia estar trabalhando para uma série da Paramount Television.
Entre suas muitas contribuições e criações para Star Trek estão os klingons, Khan Noonien Singh, Zefram Cochrane, a Federação Unida dos Planetas, o Comando da Frota Estelar e a Primeira Diretriz. Coon também reescreveu inúmeros outros roteiros do programa, não sendo creditado. Ele também ajudou Gerrold a polir o roteiro de "The Trouble With Tribbles".
Depois de Star Trek, Coon produziu a série da Universal It Takes a Thief, também escrevendo episódios para Kung Fu e The Streets of San Francisco. Ele era conhecido como um dos mais rápidos roteiristas de Hollywood, não sendo incomum para ele reescrever um roteiro para filmagens da noite para o dia, ou em um fim de semana; por exemplo, ele escreveu o roteiro de "The Devil in the Dark" em um período de quatro dias.

## Vida pessoal
Coon se divorciou de sua esposa Joy em 1968, se casando em seguida com seu amor de infância, a modelo e atriz Jacqueline Mitchell. Joy morreu no ano seguinte de câncer, se recusando a permitir que seu ex-marido lhe fizesse uma visita no hospital. Ele ficou muito abalado por esse evento.
Coon morreu de câncer de pulmão em 1973, apenas uma semana depois de ter sido diagnosticado com a doença. Ele visitou o produtor Robert H. Justman em seu escritório um dia, carregando um cilindro de oxigênio portável e uma máscara, tossindo e ofegante. Justman implorou para que ele fosse a um hospital para exames médicos, apesar de Coon dizer que suas dificuldades respiratórias serem um resultado da "maldita neblina de Los Angeles".